# بايونيتا 2
بايونيتا 2 (بالإنجليزية: Bayonetta 2‎؛ باليابانية: ベヨネッタ 2‎، ‏بييونيتا 2) هي لعبة أكشن من نوع تقطيع وذبح، من تطوير بلاتينيوم جيمز ونشر نينتندو على منصة وي يو، وتطوير اللعبة تحت خدمة استشار سيجا، افتراضاً الشركة التي هي صاحبة السلسلة. هذه اللعبة تتبع لعبة بايونيتا الصادرة عام 2009، وهي من إخراج يوسوكيه هاشيموتو (橋本 有祐) وإنتاج أتسوشي إينابا، تحت إشراف مؤلف السلسلة هيداكي كاميا. تم الإعلان عن اللعبة رسمياً في 13 سبتمبر، 2012، وصدرت في اليابان يوم 20 سبتمبر 2014 وفي أمريكا الشمالية وأوروبا يوم 24 أكتوبر 2014 وأستراليا يوم 25 أكتوبر 2014 على جهاز الوي يو، ومنذ ذلك الحين تعتبر من أفضل ألعاب الأكشن على الإطلاق.
.